# 萨佐斯
萨佐斯（法語：Sazos，法語發音：[sazɔs]）是法国上比利牛斯省的一个市镇，属于阿热莱斯加佐斯特区。

## 地理
萨佐斯（42°53'1"N, 0°1'31"W）面积29.38 平方千米，位于法国奧克西塔尼大區上比利牛斯省，该省份为法国西南部内陆省份，北至热尔省，西接大西洋比利牛斯省，南与西班牙接壤，东临上加龙省。
与萨佐斯接壤的市镇（或旧市镇、城区）包括：萨利戈斯、科特雷、格吕斯、吕兹-圣索沃尔、萨西斯、维斯科斯、萨利戈斯。
萨佐斯的时区为UTC+01:00、UTC+02:00（夏令时）。

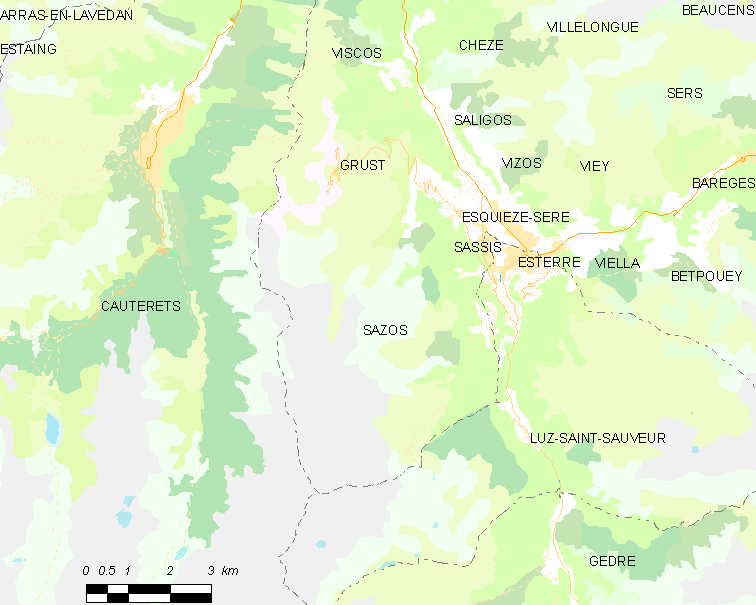
萨佐斯的OSM定位图

## 行政
萨佐斯的邮政编码为65120，INSEE市镇编码为65413。

## 政治
萨佐斯所属的省级选区为激流谷县。

## 人口

1962-2008年间萨佐斯人口变化图示

萨佐斯于2022年1月1日时的人口数量为152人。